# Sceptrintus richardi
Sceptrintus richardi är en svampdjursart som beskrevs av Topsent 1898. Sceptrintus richardi ingår i släktet Sceptrintus och familjen Podospongiidae. Inga underarter finns listade i Catalogue of Life.